# Porto Covo
Porto Covo là một trong hai giáo phận dân sự ở đô thị Sines. Nơi này nằm dọc theo bờ biển phía tây Alentejo của Bồ Đào Nha, cách Lisboa khoảng 170 km (110 mi) về phía nam. Dân số vào năm 2011 là 1.038 người, với diện tích là 50.72 km². Được biết đến với những bãi biển và truyền thống gắn liền với với đại dương, cái tên Porto Covo có thể được dịch là cảng của các covos, thuật ngữ covo dùng để chỉ một lưới đánh cá, được sử dụng để đánh bắt tôm hùm và cua.